# Matthew Paris
Matthew Paris (ca. 1200 – 1259) of Matthaeus Parisiensis zoals hij zichzelf noemde, was een Engels historicus en tevens miniaturist en cartograaf. Hij was benedictijner monnik in de abdij van St Albans.

## Biografie
De geboortedatum van Matthew Paris is onbekend. Hij was in elk geval Engels van geboorte, volgens een werk van Edmund Carter uit 1752 zou hij geboren zijn in Hildersham. In zijn vroege jeugd bezocht hij de kloosterschool van St Albans, en hij zou mogelijk enige tijd in Parijs hebben gestudeerd, wat de verklaring zou kunnen zijn voor zijn naam, hoewel Parisiensis een vrij gebruikelijk patroniem was in het Engeland van de 13e eeuw.
Hoe dat ook zij, het eerste feit dat we met zekerheid weten is dat hij intrad als novice of monnik in St Albans op 21 januari 1217, dat schreef hij namelijk zelf. Hij zou daar zijn hele leven verblijven, op enkele bezoeken aan Frankrijk na. In 1248 werd hij door Paus Innocentius IV naar Noorwegen gestuurd voor een visitatie van het Benedictijnerklooster van Nidarholm, nabij Trondheim. Hij bracht tegelijkertijd een boodschap over van de Franse koning Lodewijk IX aan de Noorse koning Haakon IV. Met deze laatste raakte hij bevriend en hij verbleef er bijna een jaar. Ook met koning Hendrik III en andere edelen onderhield hij goede betrekkingen.

## Werken
Het hoofdwerk van Matthew Paris was zijn Chronica Majora, het tweede de Historia Anglorum een ingekorte versie van de eerste. Zijn hoofdwerk is vooral gericht op de Engelse geschiedenissen en op de belangen van St Albans. Het was een bewerking en uitbreiding van het werk van zijn voorganger, Roger of Wendover († 1236) wiens Flores Historiarium de geschiedenis beschreef vanaf 1216 tot mei 1234 (mogelijkerwijs juni 1235). De Chronica Majora behandelt de geschiedenis vanaf de schepping tot 1259. Hij breidde de geschiedschrijving van zijn voorganger uit met de periode van 1236 tot 1259, het jaar van zijn overlijden en illustreerde het werk eigenhandig met vele miniaturen. Naast de uitbreiding in de tij voegde hij ook veel nieuw materiaal toe in de periodes die door zijn voorgangers waren behandeld. In zijn finale vorm is het een monumentaal werk geworden. Het wordt beschouwd als een zeer waardevolle bron van informatie over de beschreven periode.
Verder werk van Paris betreft enkele heiligenlevens, waaronder dat van Eduard de Belijder, en de Historia Minor, een samenvatting van de geschiedenis tussen 1200 en 1250. Hierin houdt hij zich ook bezig met cartografie.
Het klooster van St Albans had een goede naam en werd regelmatig bezocht door (hooggeplaatste) personen uit binnen- en buitenland. Op deze wijze kon Matthew op de hoogte komen van allerlei gebeurtenissen en ontwikkelingen in en buiten het land en hij beschreef deze met verve, zij het niet altijd heel accuraat. Hij leverde in zijn werk stevige kritiek op zowel de koning als leden van de adel en zelfs de paus, maar hij had een dusdanige reputatie opgebouwd dat hij hiervan geen schade onderging.

## De kunstenaar
Reeds kort na zijn leven werd Matthew een ‘schitterend historicus en chroniqueur’ ook al een ‘ongeëvenaarde artiest in de Latijnse wereld’ genoemd door Thomas Walsingham, een latere kroniekschrijver van St Albans in de 14e eeuw. De hedendaagse kunsthistorici zien dit als de klassieke middeleeuwse overdrijving en een aantal onder hen hebben zelfs de attributie van de verluchting in de Chronica Majora aan Matthew in vraag gesteld.
Sir Frederick Madden wees, in zijn voorwoord bij de publicatie van de Rolls serie (1866-1869) van de Historia Anglorum alle illustraties in de Historia Anglorum (British Library, Royal MS 14 C VII) en die in de twee Corpus Christi manuscripten (Corpus Christi College, Cambridge, Mss 26 en 16) van de Chronica Majora, toe aan Matthew Paris. Die toeschrijving werd in 1871 al tegengesproken door Sir Thomas Duffus Hardy, die meende meerdere handen te herkennen in de verluchting. Ook in de twintigste eeuw werd de discussie verder gezet. In 1958 stelde Richard Vaughan in zijn studie van de Corpus Christi volumes dat Matthew Paris eigenhandig bijna de volledige verluchting had verzorgd. Hij baseerde zich onder meer op het feit dat de meeste illustraties voorzien waren van een legende die duidelijk van de hand van Matthew was en die overeenkwam met zijn handschrift in de tekst rubricering, versierde initialen, paginahoofdingen en katernnummers in de autografe exemplaren van zijn werk. Zijn these werd ondersteund goor George Henderson, maar Margaret Rickert bleef bij haar standpunt uit 1954 dat een groot gedeelte van de verluchting van de hand van assistenten was. Nigel Morgan ging dan in de jaren 1980 weer akkoord met Vaughans toeschrijvingen. In haar studie van 1987 ziet Suzanne Lewis de tekeningen in de Chronica Majora duidelijk als het werk van één man en een revolutionair monument van de middeleeuwse kunst.